# Paracycnotrachelus anser
Paracycnotrachelus anser es una especie de coleóptero de la familia Attelabidae.

## Distribución geográfica
Habita en Timor (Asia).